# Hórbaef
Hórbaef (ḥr-b3=f; vagy Baefhór) ókori egyiptomi herceg volt a IV. dinasztia idején.
Viselte „a király fia” címet, így nagy valószínűséggel Hufu fia volt. II. Mereszanhot vette feleségül, aki a testvére vagy féltestvére lehetett, és két lányuk született, III. Nofretkau és Nebtitepitesz. Lehetséges, hogy egy fiuk is volt, Dzsati. Hórbaef halála után özvegye feleségül ment valamelyik féltestvéréhez, Dzsedefréhez vagy Hafréhoz, ezzel királyné lett. Lehet, hogy Dzsati ebből a házasságból született, mert a király vér szerinti fiaként említik, de Hórbaef nem volt király.
Hórbaefet nagy valószínűséggel a gízai G 7410-7420 masztabasírba temették, ahová Mereszanhot is. A sír a Hufu-piramis közelében helyezkedik el, és egy gránitszarkofág alapján tulajdonítják Hórbaefnak. A szarkofág, melyen Hórbaef neve szerepel, ma a kairói Egyiptomi Múzeumban található; pontos lelőhelye nem ismert, de hatalmas mérete miatt valószínű, hogy a G 7420 masztabában lehetett, mert a többi, szóba jöhető masztaba túl kicsi hozzá.